# Dicoelotrachelus
Dicoelotrachelus là một chi bọ cánh cứng trong họ Chrysomelidae.
Chi này được Blake miêu tả khoa học năm 1941.

## Các loài
Các loài trong chi này gồm:
- Dicoelotrachelus cubensis Blake, 1946
- Dicoelotrachelus darlingtoni Blake, 1941
- Dicoelotrachelus depilatus Blake, 1941
- Dicoelotrachelus sulcatus Blake, 1946